# Figlie di Gesù (Salamanca)
Le Figlie di Gesù (in spagnolo Hijas de Jesús) sono un istituto religioso femminile di diritto pontificio: le suore di questa congregazione, dette anche gesuitine, pospongono al loro nome la sigla F.I.

## Storia
La congregazione venne fondata a Salamanca l'8 dicembre 1871 da Juana Josefa Cipitria y Barriola (1845-1912), con l'aiuto del sacerdote gesuita Miguel San José Herranz (1819-1896) e il beneplacito del vescovo di Salamanca Joaquín Lluch y Garriga, carmelitano scalzo.
La prima vestizione della Cipitria y Barriola (in religione Candida Maria di Gesù) e delle sue prime compagne si ebbe il 31 maggio 1872 e l'8 dicembre 1873 le componenti della nascente congregazione emisero la loro prima professione dei voti.
Le costituzioni delle Figlie di Gesù vennero approvate dal vescovo Lluch y Garriga il 3 aprile 1872: l'istituto ottenne il pontificio decreto di lode il 6 agosto 1901 e le sue costituzioni vennero approvate dalla Santa Sede nel 1913.
La fondatrice, beatificata da papa Giovanni Paolo II nel 1996, è stata proclamata santa da papa Benedetto XVI il 17 ottobre 2010; anche il nome di un'altra religiosa dell'istituto, María Antonia Bandrés y Elósegui, è riportato nel catalogo dei beati.

## Attività e diffusione
Le Figlie di Gesù si dedicano principalmente all'istruzione ed educazione cristiana della gioventù: la loro spiritualità è ignaziana.
Sono presenti in Argentina, Bolivia, Brasile, Cina, Colombia, Cuba, Repubblica Dominicana, Filippine, Giappone, Italia, Mozambico, Spagna, Thailandia, Taiwan e Venezuela: la sede generalizia è a Roma.
Al 31 dicembre 2008 l'istituto contava 1.049 religiose in 138 case.